# Olimpiadi degli scacchi del 2000
Le Olimpiadi degli scacchi del 2000 furono la 34ª edizione della competizione organizzata dalla FIDE. Si tennero a Istanbul, in Turchia, dal 28 ottobre al 12 novembre. Comprendevano un torneo open e uno femminile, entrambi giocati con il sistema svizzero su 14 turni.

## Torneo open
Il torneo open vide la partecipazione di 126 squadre, comprese due turche. Le squadre erano formate da sei giocatori (quattro titolari e due riserve), per un totale di 768 partecipanti.
La favorita era la Russia, che tuttavia venne sconfitta al terzo turno dall'Ungheria per 2,5-1,5; il turno successivo anche quest'ultima perse con la Germania (1-3), che andò in testa alla classifica. I tedeschi pareggiarono con i russi (che nel frattempo erano risaliti al secondo posto) al sesto turno, rimanendo con un punto di vantaggio, mentre il terzo posto era contesto dalla Slovacchia, dall'Ungheria, dall'Armenia e da altre squadre, che tuttavia lasciarono il posto all'Ucraina quando questa batté le Filippine all'ottavo turno.
Il nono turno vide la sconfitta sia della Germania che della Russia per 1,5-2,5 (contro Ucraina e Bulgaria rispettivamente); al decimo turno i russi, battendo 4-0 la Romania, guadagnarono il primo posto, che mantennero per il resto del torneo. L'Ucraina, nonostante una sconfitta con la Russia, rimase seconda, contendendo il bronzo con l'Ungheria, mentre l'Armenia, perdendo 0,5-3,5 contro i russi, retrocedette in decima posizione. La Germania si assicurò l'argento, mentre l'ultimo turno vide gli ucraini rimontare un punto agli ungheresi grazie ad una vittoria per 3-1 contro la Bosnia ed Erzegovina, che gli permise di vincere il bronzo per bucholz.

### Risultati a squadre
| Pos. | Squadra     | Giocatori | Elo  | Punti |
| ---- | ----------- | --- | ---- | ----- |
|      | Russia      | Aleksandr Chalifman, Aleksandr Morozevič, Pëter Svidler, Sergej Rublëvskij, Konstantin Sakaev, Aleksandr Griščuk | 2685 | 38    |
|      | Germania    | Artur Jusupov, Robert Hübner, Rustem Dautov, Christopher Lutz, Klaus Bischoff, Thomas Luther                     | 2604 | 37    |
|      | Ucraina     | Vasyl' Ivančuk, Ruslan Ponomarëv, Volodymyr Baklan, Vjačeslav Ėjnhorn, Oleh Romanyšyn, Vadym Malachatko          | 2638 | 35,5  |
| 4    | Ungheria    | Péter Lékó, Zoltán Almási, Judit Polgár, Lajos Portisch, Gyula Sax, MI Róbert Ruck                               | 2661 | 35,5  |
| 5    | Israele     | Boris Gelfand, Il'ja Smiryn, Boris Avrukh, Lev Psachis, Emil Sutovskij, Alexander Huzman                         | 2652 | 34,5  |
| 6    | Georgia     | Zurab Azmaiparashvili, Giorgi Giorgadze, Zurab Sturua, Giorgi Kacheishvili, Tamaz Gelashvili, MI Baadur Jobava   | 2602 | 34    |
| 7    | Inghilterra | Michael Adams, Nigel Short, Julian Hodgson, Jonathan Speelman, Anthony Miles, John Emms                          | 2672 | 33    |
| 8    | India       | Krishnan Sasikiran, Abhijit Kunte, MI Pentala Harikrishna, Dibyendu Barua, MI Devaki Prasad, Surya Ganguly       | 2538 | 33    |
| 9    | Cina        | Ye Jiangchuan, Xu Jun, Peng Xiaomin, Wu Wenjin, MI Liang Chong, MF Ni Hua                                        | 2651 | 33    |
| 10   | Svizzera    | Viktor Korčnoj, Vadim Milov, Joseph Gallagher, MI Yannick Pelletier, MI Florian Jenni, MI Werner Hug             | 2562 | 33    |

### Risultati individuali

#### Miglior prestazione Elo
|  | Giocatore              | Nazione  | Scacchiera | Punti | Partite | Elo iniziale | Prestazione |
|  | ---------------------- | -------- | ---------- | ----- | ------- | ------------ | ----------- |
|  | GM Aleksandr Morozevič | Russia   | 2          | 7,5   | 10      | 2734         | 2804        |
|  | GM Veselin Topalov     | Bulgaria | 1          | 8     | 11      | 2707         | 2797        |
|  | GM Rustem Dautov       | Germania | 3          | 8,5   | 11      | 2603         | 2788        |

#### Prima scacchiera
|  | Giocatore            | Nazione    | Elo  | Punti | Partite | Percentuale |
|  | -------------------- | ---------- | ---- | ----- | ------- | ----------- |
|  | GM Utut Adianto      | Indonesia  | 2571 | 7,5   | 9       | 83,3        |
|  | MI Amon Simutowe     | Zambia     | 2349 | 8     | 10      | 80          |
|  | GM Rustam Qosimjonov | Uzbekistan | 2690 | 9,5   | 12      | 79,2        |

#### Seconda scacchiera
|  | Giocatore              | Nazione | Elo  | Punti | Partite | Percentuale |
|  | ---------------------- | ------- | ---- | ----- | ------- | ----------- |
|  | GM Ruslan Ponomarëv    | Ucraina | 2624 | 8,5   | 11      | 77,3        |
|  | GM Kevin Spraggett     | Canada  | 2506 | 9     | 12      | 75          |
|  | GM Aleksandr Morozevič | Russia  | 2734 | 7,5   | 10      | 75          |

#### Terza scacchiera
|  | Giocatore              | Nazione   | Elo  | Punti | Partite | Percentuale |
|  | ---------------------- | --------- | ---- | ----- | ------- | ----------- |
|  | MI Dragoljub Jacimović | Macedonia | 2465 | 7     | 9       | 77,8        |
|  | Oswaldo Zambrana       | Bolivia   | 2286 | 7     | 9       | 77,8        |
|  | GM Rustem Dautov       | Germania  | 2603 | 8,5   | 11      | 77,3        |

#### Quarta scacchiera
|  | Giocatore          | Nazione       | Elo  | Punti | Partite | Percentuale |
|  | ------------------ | ------------- | ---- | ----- | ------- | ----------- |
|  | GM Ašot Anastasyan | Armenia       | 2558 | 9     | 12      | 75          |
|  | Marcel Mannhart    | Liechtenstein | 2061 | 9     | 12      | 75          |
|  | GM Bartosz Soćko   | Polonia       | 2525 | 8     | 11      | 72,7        |

#### Quinta scacchiera (prima riserva)
|  | Giocatore                  | Nazione             | Elo  | Punti | Partite | Percentuale |
|  | -------------------------- | ------------------- | ---- | ----- | ------- | ----------- |
|  | MI Taleb Moussa            | Emirati Arabi Uniti | 2436 | 6     | 7       | 85,7        |
|  | MI Hamid Mansour Ali Kadhi | Yemen               | 2335 | 6,5   | 8       | 81,3        |
|  | Zulzaga Byambaa            | Mongolia            | 2273 | 5,5   | 7       | 78,6        |

#### Sesta scacchiera (seconda riserva)
|  | Giocatore            | Nazione    | Elo    | Punti | Partite | Percentuale |
|  | -------------------- | ---------- | ------ | ----- | ------- | ----------- |
|  | GM Alexei Barsov     | Uzbekistan | 2534   | 5,5   | 7       | 78,6        |
|  | Dawit Wondimu        | Etiopia    | [ 10 ] | 5,5   | 7       | 78,6        |
|  | GM Aleksandr Griščuk | Russia     | 2601   | 7,5   | 10      | 75          |

## Torneo femminile
Il torneo femminile vide la partecipazione di 86 squadre (due turche) composte da al più quattro giocatrici (tre titolari ed una riserva), per un totale di 338 giocatrici.
La rivalità per il primo posto vide impegnate la Cina e la Georgia: la prima guadagnò un punto di vantaggio al settimo turno, che si ridusse a mezzo dopo il decimo; all'undicesimo turno tuttavia le georgiane vennero sconfitte per 1-2 dall'Ucraina, mentre le cinesi battevano 3-0 la Repubblica Ceca, guadagnando un vantaggio che conservarono fino alla fine del torneo. Diverse squadre lottarono per il bronzo: i Paesi Bassi, presente nelle prime posizioni fin dall'inizio del torneo, dopo essere stata superata dalla Russia, subì due sconfitte consecutive (da Jugoslavia e Germania) permisero alle russe di guadagnare un vantaggio di tre punti, che le permise di arrivare terzo.

### Risultati a squadre
| Pos. | Squadra     | Giocatrici                                                                                     | Elo  | Punti |
| ---- | ----------- | ---------------------------------------------------------------------------------------------- | ---- | ----- |
|      | Cina        | GM Xie Jun, GMF Zhu Chen, MIF Xu Yuhua, GMF Wang Lei                                           | 2537 | 32    |
|      | Georgia     | GM Maia Chiburdanidze, MI Nana Ioseliani, GMF Nino Khurtsidze, MI Nino Gurieli                 | 2480 | 31    |
|      | Russia      | MI Alisa Galljamova, GMF Ekaterina Kovalevskaja, GMF Svetlana Matveeva, GMF Tat'jana Djančenko | 2480 | 28,5  |
| 4    | Ucraina     | GMF Natalja Žukova, GMF Hanna Zatons'kych, GMF Tetjana Vasilevyč, MI Olena Sedina              | 2442 | 27    |
| 5    | Jugoslavia  | MI Alisa Marić, GMF Nataša Bojković, GMF Svetlana Prudnikova, GMF Irina Čeluškina              | 2430 | 26    |
| 6    | Paesi Bassi | MI Zhao Qin Peng, MIF Erika Sziva, Tea Bosboom-Lanchava, Linda Jap Tjoen San                   | 2329 | 25,5  |
| 7    | Ungheria    | MI Ildikó Mádl,MIF Nikoletta Lakos, MIF Mónika Grábics, MIF Anita Gara                         | 2369 | 25    |
| 8    | Germania    | MI Ketino Kachiani-Gersinska, MIF Elisabeth Paehtz, MIF Anke Koglin, MIF Bettina Trabert       | 2364 | 25    |
| 9    | Inghilterra | GMF Harriet Hunt, MI Susan Lalic, MIF Jovanka Houska, MFF Heather Richards                     | 2349 | 25    |
| 10   | Armenia     | GMF Elina Danielyan, GMF Lilit' Mkrtčyan, MIF Gohar Hlġat'yan, Nelli Aġinyan                   | 2303 | 24,5  |

### Risultati individuali

#### Miglior prestazione Elo
|  | Giocatore           | Nazione | Scacchiera | Punti | Partite | Elo iniziale | Prestazione |
|  | ------------------- | ------- | ---------- | ----- | ------- | ------------ | ----------- |
|  | GMF Zhu Chen        | Cina    | 2          | 9     | 11      | 2539         | 2641        |
|  | MI Alisa Galljamova | Russia  | 1          | 9     | 12      | 2526         | 2617        |
|  | GMF Nino Khurtsidze | Georgia | 3          | 11    | 13      | 2418         | 2612        |

#### Prima scacchiera
|  | Giocatrice                   | Nazione  | Elo  | Punti | Partite | Percentuale |
|  | ---------------------------- | -------- | ---- | ----- | ------- | ----------- |
|  | GMF Viktorija Čmilytė        | Lituania | 2335 | 9,5   | 12      | 79,2        |
|  | MIF Subbaraman Vijayalakshmi | India    | 2378 | 11    | 14      | 78,6        |
|  | GM Xie Jun                   | Cina     | 2568 | 8,5   | 11      | 77,3        |

#### Seconda scacchiera
|  | Giocatrice                | Nazione | Elo  | Punti | Partite | Percentuale |
|  | ------------------------- | ------- | ---- | ----- | ------- | ----------- |
|  | GMF Zhu Chen              | Cina    | 2539 | 9     | 11      | 81,8        |
|  | MFF Eman Hassane Al-Rufei | Iraq    | 2031 | 8     | 10      | 80          |
|  | MI Nana Ioseliani         | Georgia | 2476 | 9     | 12      | 75          |

#### Terza scacchiera
|  | Giocatrice                | Nazione | Elo    | Punti | Partite | Percentuale |
|  | ------------------------- | ------- | ------ | ----- | ------- | ----------- |
|  | GMF Nino Khurtsidze       | Georgia | 2418   | 11    | 13      | 83,3        |
|  | Winnie Lee Wing Yan       | Macao   | [ 10 ] | 7,5   | 9       | 83,3        |
|  | MFF Rocío Vásquez Ramírez | Ecuador | 2454   | 10    | 13      | 76,9        |

#### Quarta scacchiera (riserva)
|  | Giocatrice          | Nazione     | Elo    | Punti | Partite | Percentuale |
|  | ------------------- | ----------- | ------ | ----- | ------- | ----------- |
|  | El Zahira           | Marocco     | [ 10 ] | 6,5   | 7       | 92,8        |
|  | MIF Laura Moylan    | Australia   | 2076   | 8     | 9       | 88,9        |
|  | Zeynəb Məmmədyarova | Azerbaigian | 2173   | 7     | 8       | 87,5        |

## Titolo assoluto
Il trofeo Nona Gaprindashvili viene assegnato alla nazione con la miglior media di piazzamento tra il torneo open ed il torneo femminile.
| Pos. | Nazione     | Torneo open | Torneo femminile | Media |
| ---- | ----------- | ----------- | ---------------- | ----- |
|      | Russia      | 1           | 3                | 2     |
|      | Ucraina     | 3           | 4                | 3,5   |
|      | Georgia     | 6           | 2                | 4     |
| 4    | Cina        | 9           | 1                | 5     |
| 4    | Germania    | 2           | 8                | 5     |
| 6    | Ungheria    | 4           | 7                | 5,5   |
| 7    | Inghilterra | 7           | 9                | 8     |
| 8    | India       | 8           | 13               | 10,5  |
| 9    | Israele     | 5           | 20               | 12,5  |
| 10   | Armenia     | 17          | 10               | 13,5  |

## Partecipanti
Parteciparono ad entrambi i tornei:
- Associazione Internazionale scacchi alla cieca
- Albania
- Angola
- Argentina
- Armenia
- Australia
- Austria
- Azerbaigian
- Bangladesh
- Bosnia ed Erzegovina
- Bielorussia
- Botswana
- Brasile
- Bulgaria
- Canada
- Cina
- Colombia
- Costa Rica
- Croazia
- Cuba
- Danimarca
- Ecuador
- Emirati Arabi Uniti
- El Salvador
- Estonia
- Filippine
- Finlandia
- Francia
- Galles
- Georgia
- Germania
- Giappone
- Grecia
- Guatemala
- India
- Indonesia
- Inghilterra
- Iran
- Irlanda
- Iraq
- Islanda
- Israele
- Isole Vergini Americane
- Italia
- Jugoslavia
- Kazakistan
- Kirghizistan
- Lettonia
- Lituania
- Macao
- Marocco
- Malaysia
- Moldavia
- Messico
- Mongolia
- Macedonia
- Paesi Bassi
- Norvegia
- Nuova Zelanda
- Polonia
- Portogallo
- Porto Rico
- Rep. Ceca
- Romania
- Russia
- Scozia
- Singapore
- Siria
- Slovacchia
- Slovenia
- Spagna
- Sri Lanka
- Stati Uniti
- Sudafrica
- Svizzera
- Svezia
- Turkmenistan
- Turchia
- Ucraina
- Ungheria
- Uzbekistan
- Venezuela
- Vietnam
- Yemen
- Zambia

Parteciparono al solo torneo open:
- Andorra
- Antille Olandesi
- Barbados
- Belgio
- Bermuda
- Bolivia
- Brunei
- Cile
- Cipro
- Egitto
- Etiopia
- Giamaica
- Hong Kong
- Honduras
- Iran
- Fær Øer
- Guernsey
- Jersey
- Kenya
- Liechtenstein
- Lussemburgo
- Malta
- Mauritius
- Monaco
- Birmania
- Namibia
- Panama
- Paraguay
- Perù
- Palestina
- Papua Nuova Guinea
- Qatar
- Ruanda
- San Marino
- Seychelles
- Suriname
- Trinidad e Tobago
- Tunisia
- Uganda
- Zimbabwe